# Caminhos de Fátima

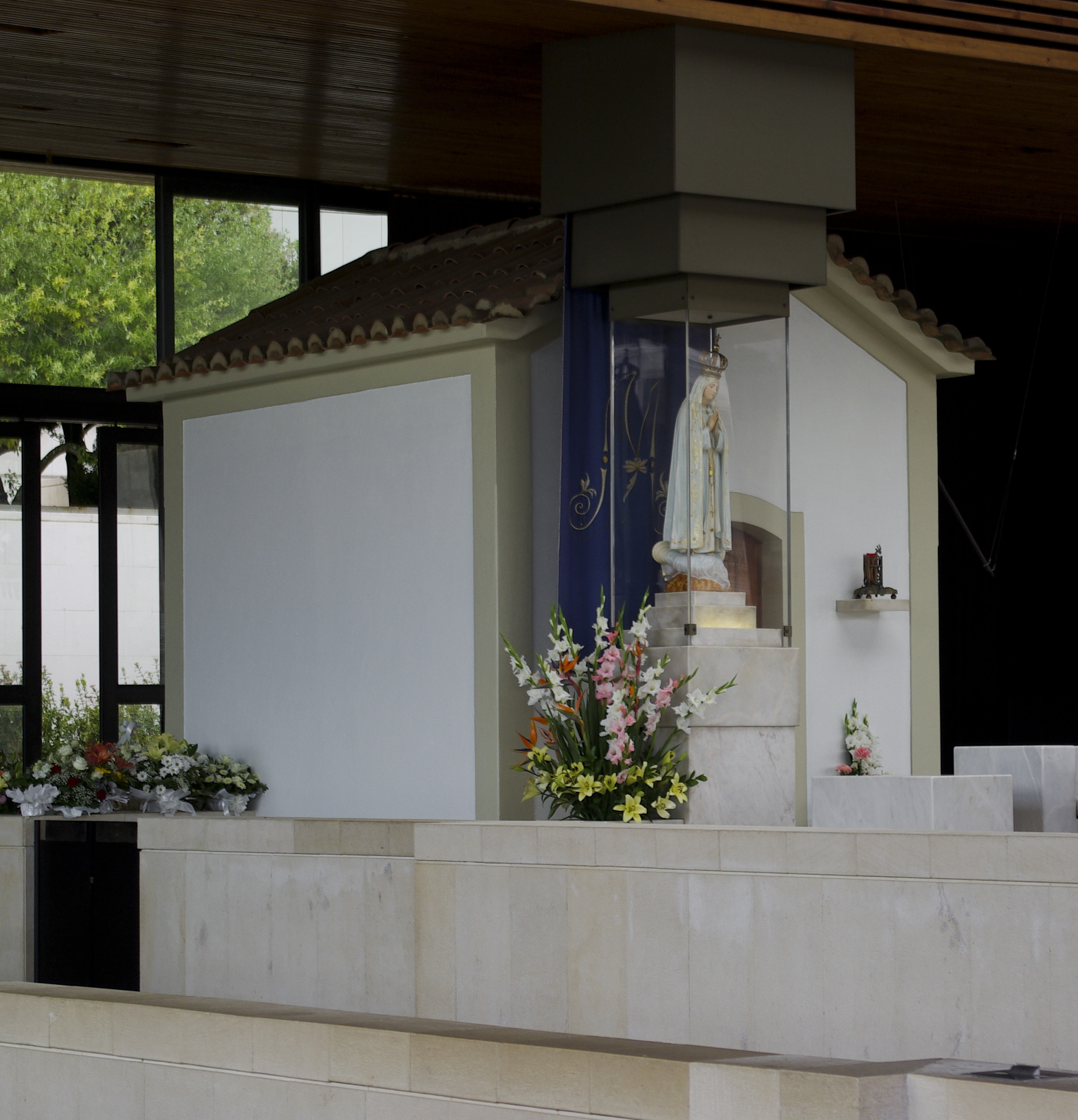
A Capelinha das Aparições em Fátima.

Os Caminhos de Fátima são os percursos percorridos pelos peregrinos com destino ao Santuário de Nossa Senhora de Fátima, situado na Cova da Iria, em Fátima.

## Origem

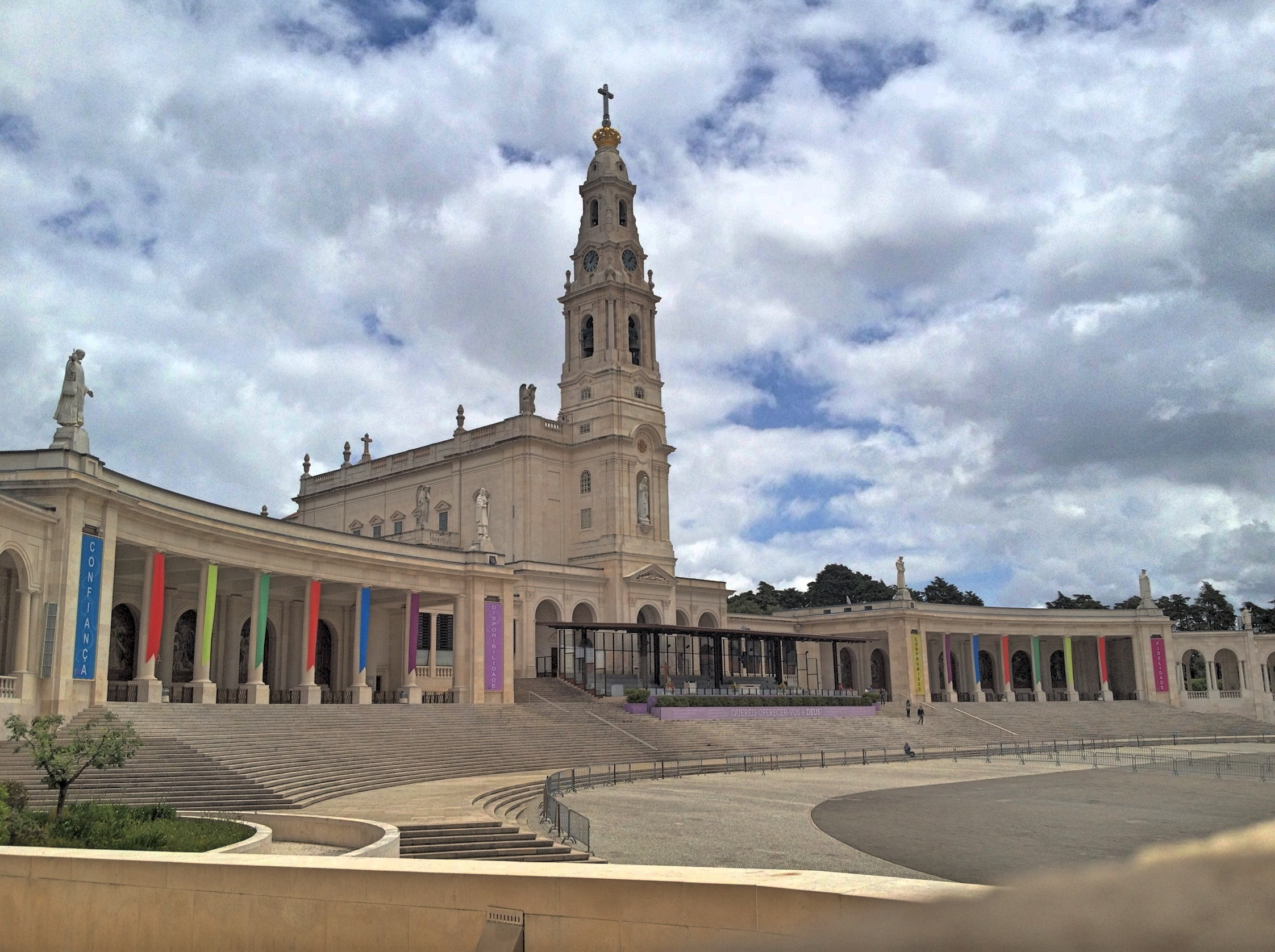
O Santuário de Fátima na Cova da Iria é um dos maiores centros internacionais de peregrinação mariana da Igreja Católica.

Já desde o século XVIII que muitos peregrinos rumavam a Fátima para visitar o Santuário de Nossa Senhora da Ortiga. Desde o ano de 1917, contudo, passaram a fazê-lo com maior afluência, sobretudo, para visitar o Santuário de Nossa Senhora de Fátima, situado na Cova da Iria, e ainda o local das aparições do Anjo da Paz, nos Valinhos, perto de Aljustrel. No princípio do século XX, peregrinar até junto da Capelinha das Aparições era uma verdadeira experiência de fé, pois implicava sair de casa a pé, sem carro de apoio e com a vida às costas, caminhar pelos campos e estradas rurais não sinalizadas, dependendo da generosidade dos habitantes ao longo do caminho para ter onde beber, comer e dormir. Com o desenvolvimento vieram as estradas alcatroadas e a generalização das peregrinações junto às vias rodoviárias, os romeiros passaram a estar acompanhados de carros de apoio logístico, preterindo a experiência de caminhar tranquilamente pelos campos pela chegada rápida e muitas vezes insegura ao Santuário de Fátima.
Desde 1998, o Centro Nacional de Cultura (CNC) tem o registo do logótipo no INPI, dos Caminhos de Fátima, desenvolve este projeto de itinerários culturais. Pela mão de Helena Vaz da Silva e Gonçalo Ribeiro Telles nasceu o Caminho do Tejo com  marcos e setas azuis, que ligam Lisboa ao Santuário de Fátima, essencialmente por caminhos de campo ou o Caminho do Mar (de Cascais a Fátima).
Em 2008 foi fundada a Associação de Amigos dos Caminhos de Fátima. O trabalho desta associação é essencialmente prático e sem fins lucrativos: a marcação de setas do caminho em Portugal (mais de 4.000 setas), manter um site de informações peregrinas www.caminho.com.pt, prestar apoio na preparação de peregrinações, proceder à emissão de credenciais peregrinas, à organização de peregrinações pelos campos, formação de guias peregrinos, acolhimento de peregrinos no albergue do Porto da Luz.
Infelizmente em Maio de 2015 a estatística negra de peregrinos mortos e feridos nas estradas cresceu. Pela primeira vez a nível nacional foi levantada a questão sobre que alternativas seguras existem para as estradas de alcatrão.
- Caminho do Tejo, ligando a cidade de Lisboa ao Santuário de Fátima (141km). O caminho inicia-se em Lisboa, no Parque das Nações, interligando a Póvoa de Santa Iria, Alverca, Alhandra, Vila Franca de Xira, Vila Nova da Rainha, Azambuja, Valada, Ómnias, Santarém, Azoia de Baixo, Advagar, Santos, Arneiro de Milhariças, Monsanto, Minde, Giesteira e terminando, então, no Santuário de Fátima.[3]

- Caminho do Norte, ligando Santiago de Compostela, ou Valença, junto à fronteira com Espanha, ao Santuário de Fátima (225km). O caminho de Fátima a norte usa o Caminho de Santiago em sentido inverso até Ansião. Nesta cidade abandona o Caminho de Santiago e bifurca em direcção a Caxarias. A 3 de outubro de 2014 este caminho foi marcado e verificado[4] com 722 setas de marcação novas, pela Associação de Amigos dos Caminhos de Fátima. Deste trabalho resultou a georefenciação detalhada deste percurso.[3]

- Caminho Nascente, ligando a cidade de Tomar ao Santuário de Fátima (29,4km). Caminho marcado, georeferenciado e aberto em Abril de 2015 pela Associação de Amigos dos Caminhos de Fátima. Este pequeno caminho foi criado a pensar nos peregrinos de Santiago de Compostela que vão a Tomar e querem visitar o Santuário de Fátima ou vice-versa.

- Caminho Poente, ligando a cidade da Nazaré ao Santuário de Fátima (53,2km). Caminho marcado, georeferenciado e aberto em Agosto de 2016 pela Associação de Amigos dos Caminhos de Fátima. Este é provavelmente o caminho mais duro e mais bonito dos quatro caminhos peregrinos assinalados pelos campos rumo a Fátima. O caminho tem marcação bidireccional. É mais duro fazer o percurso Nazaré - Fátima que o percurso inverso.

- Rota Carmelita, partindo do Carmelo de Santa Teresa em Coimbra, a Rota Carmelita é um convite para alcançar o Santuário de Fátima, através de 111 km desenhados nos concelhos de Coimbra, Condeixa-a-Nova, Penela, Ansião, Alvaiázere e Ourém.

É considerado um "Caminho de Peregrinos" ao percurso que está devidamente sinalizado como tal, do principio até ao fim, como um percurso seguro.